# Айгустов, Николай Алексеевич
Николай Алексеевич Айгустов (6 января 1841, Воронежская губерния — 10 января 1918, Феодосия) — российский военный и государственный деятель; Генерал-лейтенант.

## Биография
Сын генерал-майора Алексея Алексеевича Айгустова (1801 — после 1877) (с 1843 года в звании полковника командовал 5-8 кавалерийскими округами Новороссийского военного поселения, уволен со службы и пожалован в генерал-майоры в 1852 году, в 1855-56 годах являлся начальником дружины Государственного Подвижного Ополчения), внук генерал-майора Алексея Ивановича Айгустова (1765 — после 1834) (участника войны 1812 года, командира Либавского пехотного полка).
Николай Алексеевич окончил Михайловский Воронежский кадетский корпус. В 1858—1866 годах служил в Нижегородском драгунском полку. В 1866 году переведён в лейб-гвардии Преображенский полк. В 1860-е гг. в течение пяти лет участвовал в боевых действиях на Кавказе против непокорных горских племён (это был завершающий этап Кавказской войны), затем служил в Киеве, Варшаве, Приамурье.
В 1871 году Айгустов был направлен в Иркутск и назначен штаб-офицером для особых поручений при управлении местных войск Иркутской и Енисейской губерний. В 1871 г. получил в командование 4-й Восточно-Сибирский линейный батальон (21.12.1872 — 15.07.1874). В 1876 году вышел в отставку по болезни. В 1877 году после начала войны с Турцией Айгустов вновь поступил на службу. Служил в 157-м пехотном Имеретинском полку. В 1879 году получил звание полковника. С 1885 года командует 14-м пехотным Олонецким полком. В 1886 году на 15 месяцев вышел в запас.
В 1887 году служит в 125-м пехотном Курском полку, в 1890 году получил в командование 41-й резервный пехотный (кадровый) батальон, а затем 42-й пехотный Якутский полк.
В 1895 году Айгустов назначен командиром 2-й Восточно-Сибирской линейной бригады, а затем произведён в генерал-майоры.
В 1899 году в империи Дай-Цин-Го вспыхнуло Ихэтуаньское (Боксёрское) восстание, организованное фракцией секты «Белый лотос». Восстание продолжалось вплоть до 1901 года включительно. 23 июня 1900 г. китайцы-ихэтуани атаковали строителей КВЖД и приступили к разрушению железнодорожного полотна и станционных построек. В столь угрожающей обстановке Приамурский генерал-губернатор Н. И. Гродеков был призван к организации обороны Приамурья и усмирения китайских волнений в Северной Маньчжурии. В 1900 году Айгустов поступил в распоряжение командующего войсками приамурского военного округа Гродекова. Он принял участие в усмирении «боксёров», командуя Ново-Киевским отрядом. Отряду была поставлена задача: действовать против китайцев в районе крепости Хунчун и села Савёловки, чтобы обезопасить узкую полосу российских владений между маньчжурской границей и Японским морем, предотвратив возможность нападения на Посьет и Ново-Киевское. Имея 6 батальонов, 12 орудий, 2 сотни казаков и ½ роты сапёров, Айгустов повёл свой отряд к Хунчуну и, начав рано утром 17 июля 1900 г. атаку крепости, взял её к 8 часам вечера, после упорного сопротивления китайцев. В конце июля 1900 г. ему был подчинён Никольский отряд (1½ батальона, 6 орудий и 2½ эскадрона), с которым он занял 15 августа Эйхо, 16 августа 1900 г. — Нингуту, захватил Омосо и вошёл в соприкосновение с другими российскими отрядами.
В мае 1903 года Айгустов был назначен енисейским губернатором. С началом Русско-японской войны занимался проблемами снабжения воинских частей и обеспечения бесперебойной работы железнодорожного транспорта, а с первых дней 1905 года — ещё и борьбой с начавшимися в Красноярске волнениями, митингами, стачками. В апреле 1905 года произведён в генерал-лейтенанты. В августе 1905 года ушёл в отставку по состоянию здоровья. Ачинская городская Дума, чтобы увековечить имя губернатора в истории города, присвоила ему звание почётного гражданина.
Николай Алексеевич Айгустов был расстрелян большевиками в Феодосии 10 января 1918 года. Информация о расстреле не подтверждена. В метрической книге Екатерининской (вокзальной) церкви города Феодосии есть запись о смерти «умер 10.01.1918 года в возрасте 77 лет от склероза сердца, похоронен на городском кладбище».

## Семья
- дочь Александра Николаевна Айгустова (1871 — ?). Муж: Ваденшерна, Торстен Карлович (1861—1920), генерал-лейтенант
- сын Владимир Николаевич Айгустов (1872—1942), полковник, командир 93-го Иркутского пехотного полка

## Награды
- орден Святого Станислава 2-й ст. (1883)
- орден Святой Анны 2-й ст. (1890)
- орден Святого Владимира 4-й ст. (1895)
- орден Святого Владимира 3-й ст. (1898)
- Золотое оружие «За храбрость» (1900)